# Abebaw Butako
Abebaw Butako (Arba Minch, 20 de abril de 1987) é um futebolista profissional etíope que atua como defensor.

## Carreira
Abebaw Butako representou o elenco da Seleção Etíope de Futebol no Campeonato Africano das Nações de 2013.